# 温世珍
温 世珍（おん せいちん）は清末民初の政治家・外交官。北京政府時代には、対外交渉の職に主につく。後に中華民国臨時政府、南京国民政府（汪兆銘政権）華北政務委員会で天津特別市長をつとめた。字は佩珊。

## 事績

### 清末民初の活動
北洋水師学堂を卒業後、イギリスに留学した。帰国後、海軍に所属し、さらに李鴻章の幕僚に転じる。1906年（光緒32年）に両広総督衙門洋務委員、翌年には同洋務文案に任命された。
1913年（民国2年）4月15日、温世珍は北京政府で外交部特派浙江交渉員に任命される。1915年（民国4年）3月29日、中大夫の位階を授与された。1916年（民国5年）10月7日、浙江交渉員を免ぜられ、相前後して江西都督李純の高等外交顧問となった。翌1917年（民国6年）8月に李純が江蘇都督に移ると、温世珍もこれに随従している。
1920年（民国9年）10月28日、温世珍は金陵関監督に任命され、11月4日には外交部江寧交渉員も兼ねた。翌1922年（民国11年）にはワシントン会議に中国代表名誉諮議として参加している。1923年（民国12年）3月1日以降、それまでの対外交渉の功績により、温は全権公使として遇された。
1924年（民国13年）10月8日、直隷派の後ろ盾により温世珍は江海関監督兼外交部特派江蘇交渉員となった。まもなく第2次奉直戦争により直隷派が敗北し、11月11日に早くも両職から罷免された。その一方で温は、奉天派の江蘇督弁楊宇霆の知遇も得ている。後に国民革命軍が上海を占領すると、温は日本に亡命し、中国政界から引退状態となる。

### 親日政権での活動
中華民国臨時政府成立後の1938年（民国27年）1月、温世珍は日本の支持を受け、津海関監督兼河北省銀行監事、関税整理委員会委員長に任命された。電業公司・電車公司董事長、新民会会長、水災救済会会長、河北省銀行首席監査委員なども兼任している。
温世珍は職務で着実に実績をあげ、日本の天津特務機関から近い将来の天津特別市市長として推されるようになる。そのため、当時の天津特別市市長であった潘毓桂は温と政争を繰り広げた。1939年（民国28年）3月24日、天津の地元人士や天津特務機関からの支持を喪失した潘は、ついに天津特別市市長事務の代行を臨時政府行政委員会に要請、温が市長代行となる。4月25日、潘は病気を理由として市長を辞職、温が後任の市長に正式任命された。
1940年（民国29年）3月30日、南京国民政府（汪兆銘政権）に臨時政府が合流し、華北政務委員会へ改組される。温世珍は天津特別市市長に重任し、同年9月12日、華北政務委員会委員に特派・兼任となった。
この頃から、天津特別市公署首席参事の方若が天津特別市長の地位を狙い、温世珍と権力闘争を繰り広げ始める。方若は天津経済界の顔役的存在というだけでなく、清末以来の日本との強力なコネクションを掌握しており、対日関係では温よりも遥かに優位だったという。一方の温は英語能力に優れ、特に租界行政へのアクセスという点では一日の長があったとされる。
温世珍と方若の権力闘争が激化した影響と見られるが、1940年10月19日、温世珍は日本へ視察に向かうことになり、方若がその間の市長代行となった。しかし結局、方の天津行政は各方面から承認や評価を得られず、僅か3か月で温が天津特別市長に返り咲いた。その後も方は奪権を諦めなかったと見られるが、1942年（民国31年）7月に首席参事を辞任、華北政務委員会委員へ異動したことで、温の勝利に終わった。
温世珍は華北防共委員会天津分会会長、天津市献銅献鉄運動委員会委員長も兼任している。1943年（民国32年）3月、天津市長から罷免された。
日本敗北後の1945年（民国34年）、温世珍と元駐日公使の徐良は、蔣介石の国民政府により漢奸として逮捕され、死刑判決を宣告された。しかし、二人共執行されることなく天津市でそのまま収監され続け、中国人民解放軍による天津攻略が間近に迫った1948年（民国37年）末に、いったん釈放されている。翌1949年1月、新たに成立した天津市人民政府により温と徐は再び漢奸として逮捕された。中華人民共和国成立後の1951年7月10日、温と徐は天津市当局から死刑を宣告され、天津市の小王荘刑場で直ちに執行された。温、享年75。

## 著作
- 『臨案感言』

## 注

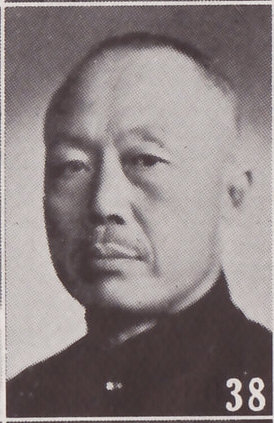
温世珍別影（『最新支那要人伝』1941年）

1. ↑  徐友春主編『民国人物大辞典 増訂版』2072頁による。Who's Who in China 3rd ed.,p.854は1878年とする。
2. 1 2 3 4 5 6  徐主編（2007）、2072頁。
3. 1 2 3 4  東亜問題調査会編（1941）、26頁。
4. 1 2 3 4  中華民国政府官職資料庫「姓名：溫世珍」
5. ↑  天津市河北区人民政府。
6. ↑  臨時政府令、令字第372号、民国28年3月24日（『政府公報』第67号、民国28年3月26日、臨時政府行政委員会情報処第四科、2頁）。
7. ↑  臨時政府令、令字第392号、民国28年4月25日（『政府公報』第74号、民国28年5月1日、臨時政府行政委員会情報処第四科、1頁）。
8. ↑  臨時政府令、令字第393号、民国28年4月25日（『政府公報』第74号、民国28年5月1日、臨時政府行政委員会情報処第四科、1頁）。
9. ↑  徐主編(2007)、2072頁は、1938年に温世珍が天津市長に就任、劉寿林ほか編（1995）、1140頁は、汪兆銘政権成立後の1940年4月に天津市長に就任、としているが、いずれも誤り。
10. ↑  『支那最近の状勢概觀』（東洋協会調査部調査資料第49輯）、1941年、東洋協会、12-13頁。
11. ↑  国民政府令、民国29年9月12日（『華北政務委員会公報』第25-30期合刊、民国29年10月、華北政務委員会政務庁情報局、国府1頁）。
12. ↑  北京特別市市長の余晋龢や山西省長の蘇体仁、青島特別市市長の趙琪、更には政敵の潘毓桂までもが、華北政務委員会が成立した3月30日に同委員会委員に任命されている。それにもかかわらず、臨時政府で正式に任命された現職市長である温世珍の委員兼任は、半年近く遅れたことになる。なお、山東省長の唐仰杜も温と同様の状況にあった。
13. 1 2  張(1982)、200-201頁。
14. ↑  華北政務委員会令、会字第98号、民国29年10月19日（『華北政務委員会公報』第25-30期合刊、民国29年10月、華北政務委員会政務庁情報局、本会4頁）。
15. ↑  温世珍が復帰した正確な日付は、『華北政務委員会公報』に記載が無いため不明。
16. ↑  表向きは国民政府中央任命の地位ということで栄転の体裁になってはいるが、天津特別市で職務権限を持つ地位を喪失したことになる。
17. ↑  『人民日報』1949年2月12日、1頁。なお、徐の逮捕は1月20日、温の逮捕は22日である。
18. ↑  『人民日報』1951年7月12日、1頁。